# Taki Michiyo
Taki Michiyo (jap. 瀧 通世) war ein japanischer Fußballspieler.

## Nationalmannschaft
1927 debütierte Taki für die japanische Fußballnationalmannschaft. Mit der japanischen Nationalmannschaft qualifizierte er sich für die Far Eastern Championship Games 1927.